# 土屋淳
土屋 淳（つちや あつし、 1930年 － 2011年）は、日本の天文学者。

## 経歴
神奈川県出身、1930年生まれ。1945年旧制鎌倉中学校（現鎌倉学園）卒業。1953年東京大学理学部天文学科卒業。
専門は電波天文学と測地学。学生時代から東京天文台（現在の国立天文台）の10m太陽電波望遠鏡の建設などにかかわり、その後東京天文台に就職、電波天文学の研究でオハイオ州立大学に留学した。学位論文は1977年「位置天文学の新技術の測地的利用の可能性」、東京大学理学博士。
電波を利用する測地学の研究に初期の時代から携わり、GPS(全地球測位システム)に関する著書・論文も多い。また、人工衛星・月のレーザー測距や光干渉計の実験にも従事した。国立天文台発足後に教授として定年退官、退官後は測量協会に長く関係した。2011年8月逝去。

## 著書・編纂書
- 友田好文・鈴木弘道・土屋淳編著、『地球観測ハンドブック』、東京大学出版会、1985年。
- 土屋淳・辻宏道著：『やさしいGPS測量』、日本測量協会, 1991年。
- 土屋淳・今給黎哲郎著：『GPS測量と基線解析の手引』（改訂版）、日本測量協会、1994年。
- 土屋淳・辻宏道著：『GNSS測量の基礎』、日本測量協会、2008年。

## 論文・解説記事の一部
- 土屋 淳：300Mc/s偏波観測装置、『東京天文台報』第13巻(2)、 1963年3月。
- 土屋 淳：太陽電波観測用複合干渉計、『電子通信学会誌』第54巻(3) 349～358、1971年3月。
- 土屋 淳・松波 直幸・中嶋 浩一：長基線電波干渉計の測地・位置天文学的利用（1）、『天文月報』第68巻(3) 79～84、 1975年2月。
- 土屋 淳：位置天文学における新技術の実用的な精度〔英文〕(最近の地殻変動に関するシンポジゥム特集)、『測地学会誌』第22巻(4)、264～274、1977年3月。
- 土屋 淳：レーザ測距装置の光電信号系統、『東京天文台報』第18巻(2)、284～293、1978年3月。
- 中村 士・土屋 淳： 計測への応用――レーザー測距技術の天文学および地球科学への応用 (〔応用物理〕創刊50周年記念特集、量子エレクトロニクスの応用)、『応用物理』第51巻(4)、468～470、 1982年4月。
- 土屋 淳：人工衛星による新しい測位システムGPSとは (GPSと測量--精密測位システムがひらく測量・新時代の特集)、『測量』（日本測量協会）第37巻(2)、13～20、1987年2月。
- 土屋 淳：人工衛星によるカーナビゲーションと精密測量 (新技術・新素材の特集) 、『道路』通号 615号、42～45、1992年5月。
- 平 勁松・河野 裕介・土屋 淳ほか：衛星のスピン及びアンテナの位相特性によるドップラー計測への影響 、『測地学会誌』第46巻(3)、187～202、2000年。